# Melanophila consputa
Melanophila consputa är en skalbaggsart som beskrevs av Leconte 1857. Melanophila consputa ingår i släktet Melanophila och familjen praktbaggar. Inga underarter finns listade i Catalogue of Life.